# NGC 858-1
NGC 858-1 is een balkspiraalstelsel in het sterrenbeeld Walvis. Het hemelobject werd in 1886 ontdekt door de Amerikaanse astronoom Francis Preserved Leavenworth. Het sterrenstelsel bevindt zich dicht bij NGC 858-2.

## Synoniemen
- PGC 8451
- ESO 478-13
- MCG -4-6-16
- AM 0210-224
- IRAS02102-2242